# 在ジブチ中華人民共和国大使館
在ジブチ中国大使館（中国語: 中国驻吉布提大使馆、アラビア語: سفارة الصين في جيبوتي、フランス語: Ambassade de Chine à Djibouti、英語: Embassy of China in Djibouti）は、ジブチ共和国の首都ジブチ市にある中華人民共和国の大使館。
1979年1月8日、ジブチと中国の国交が樹立される。その後しばらく中国はジブチに常駐の大使館を設置していなかったが、1990年に初めて常駐の大使が任命された。

## 所在地
Rue Addis Abeba, Lotissement du Heron, B.P. 2021 Djibouti

## 大使
2021年8月12日より、胡斌が特命全権大使を務めている。